# Фаулер, Томас (богослов)
То́мас Фа́улер (англ. Thomas Fowler; 1 сентября 1832 — 20 ноября 1904) — британский философ

, логик и богослов, профессор логики в Оксфордском университете и впоследствии его вице-канцлер, академик и чиновник от науки.

## Биография
Образование получил в Королевском колледже Вильгельма на острове Мэн, степень бакалавра — в Мертонском колледже Оксфорда. В 1854 году завершил образование в области классической филологии и математики. С 1855 года преподавал в Линкольнском колледже Оксфорда. В 1872—1874 годах состоял университетским проповедником, но затем отошёл от практического богословия. В 1862 году стал младшим проктором, в 1873 году был избран профессором логики, сохранив эту должность до 1889 года. В 1881 году был избран президентом оксфордского коллежа Корпус-Христи. В 1886 году стал бакалавром и доктором богословия. С 1899 по 1901 год был вице-канцлером Оксфордского университета. Ещё при жизни считался более администратором, нежели учёным.

## Избранная библиография
- «Elements of deductive Logic» (1867, 9 изданий, 1887).
- «Elements of inductive Logic» (1870, 4 издания, 1883).
- «Progress of Morality, an Essay in Ethics» (1884).